# Молодые греки забавляются петушиным боем
«Петушиный бой», также называемая «Молодые греки забавляются петушиным боем» — картина Жана-Леона Жерома, написанная в 1846 году. Выставлялся в Музее Орсе с момента его создания в 1986 году.

## История
После неудачной попытки завоевать Римскую премию, Жером колебался выставлять картину из-за страха перед возможным провалом. Жером написал эту картину, будучи учеником Поля Делароша, который призвал его показать её на парижском Салоне 1847 года. Картина получила бронзовую медаль и снискала похвалы публики. После того, как она побывала в нескольких частных коллекциях, картина была приобретена французским государством в 1873 году благодаря Адольфу Гупилю, тестю художника. Затем полотно выставлялось в Люксембургском музее, потом в Лувре в 1920 году. В 2004 году эта работа была также представлена на французской почтовой марке, разработанной Мишелем Дюран-Мегре.

## Тема работы
Полотно демонстрирует петушиный бой, инициированный парой обнаженных подростков или молодых людей. Группа расположена возле резного каменного монумента, лагуна на заднем плане напоминает греческий пейзаж.